# Auba-riba
Auberives-en-Royans és un municipi francès situat al departament de la Isèra i a la regió d'Alvèrnia-Roine-Alps. L'any 2007 tenia 348 habitants.

## Demografia

### Població
El 2007 la població de fet d'Auberives-en-Royans era de 348 persones. Hi havia 141 famílies de les quals 31 eren unipersonals (8 homes vivint sols i 23 dones vivint soles), 51 parelles sense fills, 43 parelles amb fills i 16 famílies monoparentals amb fills.
La població ha evolucionat segons el següent gràfic:
Habitants censats

### Habitatges
El 2007 hi havia 152 habitatges, 141 eren l'habitatge principal de la família, 8 eren segones residències i 2 estaven desocupats. 135 eren cases i 16 eren apartaments. Dels 141 habitatges principals, 108 estaven ocupats pels seus propietaris, 27 estaven llogats i ocupats pels llogaters i 6 estaven cedits a títol gratuït; 3 tenien dues cambres, 20 en tenien tres, 35 en tenien quatre i 83 en tenien cinc o més. 102 habitatges disposaven pel capbaix d'una plaça de pàrquing. A 60 habitatges hi havia un automòbil i a 71 n'hi havia dos o més.

### Piràmide de població
La piràmide de població per edats i sexe el 2009 era:
| Homes | Edats   | Dones |
| ----- | ------- | ----- |
| 0     | 95 o +  | 0     |
| 4     | 90 a 94 | 4     |
| 0     | 85 a 89 | 0     |
| 0     | 80 a 84 | 4     |
| 4     | 75 a 79 | 0     |
| 16    | 70 a 74 | 8     |
| 4     | 65 a 69 | 12    |
| 8     | 60 a 64 | 0     |
| 4     | 55 a 59 | 4     |
| 12    | 50 a 54 | 12    |
| 16    | 45 a 49 | 4     |
| 16    | 40 a 44 | 8     |
| 8     | 35 a 39 | 20    |
| 28    | 30 a 34 | 12    |
| 4     | 25 a 29 | 12    |
| 4     | 20 a 24 | 4     |
| 0     | 15 a 19 | 12    |
| 12    | 10 a 14 | 12    |
| 12    | 5 a 9   | 16    |
| 4     | 0 a 4   | 24    |

## Economia
El 2007 la població en edat de treballar era de 215 persones, 165 eren actives i 50 eren inactives. Les 165 persones actives estaven ocupades(86 homes i 79 dones).. De les 50 persones inactives 16 estaven jubilades, 17 estaven estudiant i 17 estaven classificades com a «altres inactius».

### Ingressos
El 2009 a Auberives-en-Royans hi havia 136 unitats fiscals que integraven 350 persones, la mediana anual d'ingressos fiscals per persona era de 17.581 €.

### Activitats econòmiques
Dels 16 establiments que hi havia el 2007, 1 era d'una empresa extractiva, 2 d'empreses de fabricació d'altres productes industrials, 2 d'empreses de construcció, 4 d'empreses de comerç i reparació d'automòbils, 1 d'una empresa de transport, 1 d'una empresa d'hostatgeria i restauració, 1 d'una empresa financera, 2 d'empreses immobiliàries i 2 d'empreses classificades com a «altres activitats de serveis».
Dels 5 establiments de servei als particulars que hi havia el 2009, 1 era una oficina de correu, 1 taller de reparació d'automòbils i de material agrícola, 2 electricistes i 1 perruqueria.
L'únic establiment comercial que hi havia el 2009 era una botiga de material esportiu.
L'any 2000 a Auberives-en-Royans hi havia 8 explotacions agrícoles.

## Equipaments sanitaris i escolars
El 2009 hi havia una escola elemental integrada dins d'un grup escolar amb les comunes properes formant una escola dispersa.

## Poblacions més properes
El següent diagrama mostra les poblacions més properes.